# Euselates vitticollis
Euselates vitticollis är en skalbaggsart som beskrevs av Moser 1906. Euselates vitticollis ingår i släktet Euselates och familjen Cetoniidae. Inga underarter finns listade i Catalogue of Life.